# Saalekreis
Saalekreis är ett distrikt (Landkreis) i södra delen av det tyska förbundslandet Sachsen-Anhalt.

## Administrativ indelning
I förvaltningsrättslig mening finns i modern tid ingen skillnad mellan begreppet Stadt (stad) gentemot Gemeinde (kommun). Följande kommuner och städer ligger i Saalekreis: 

### Städer
| - Bad Dürrenberg - Bad Lauchstädt - Braunsbedra | - Landsberg - Leuna | - Merseburg - Mücheln (Geiseltal) | - Querfurt - Wettin-Löbejün |

### Kommuner
| - Kabelsketal - Petersberg | - Salzatal | - Schkopau | - Teutschenthal |

### Förvaltningsgemenskaper

#### Weida-Land
| - Barnstädt - Farnstädt | - Nemsdorf-Göhrendorf - Obhausen | - Schraplau (stad) | - Steigra |